# Świniary Wielkie
Świniary Wielkie est une localité polonaise de la gmina de Wołczyn, située dans le powiat de Kluczbork en voïvodie d'Opole.